# 파라과이의 재외공관 목록

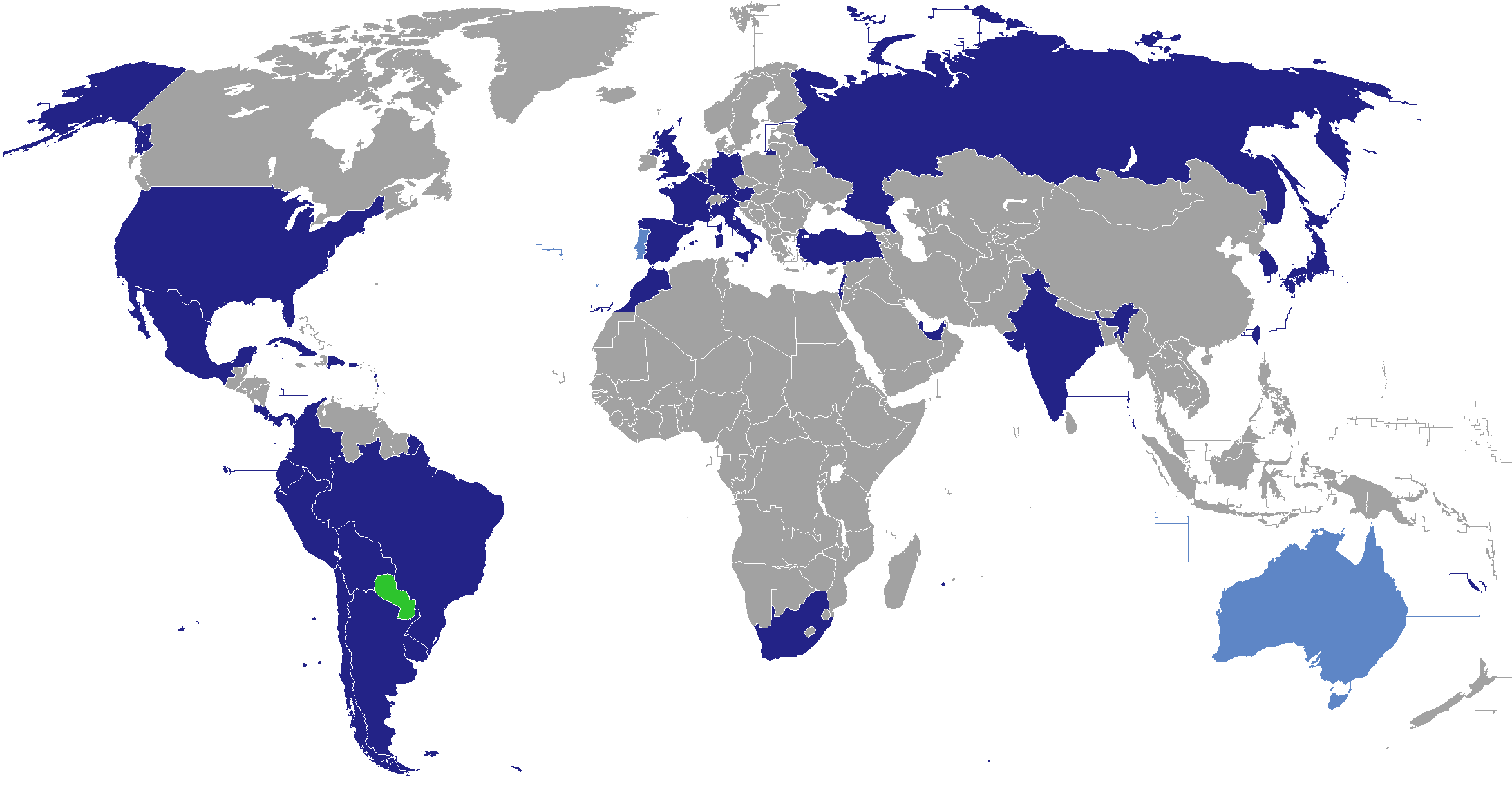
파라과이의 재외공관

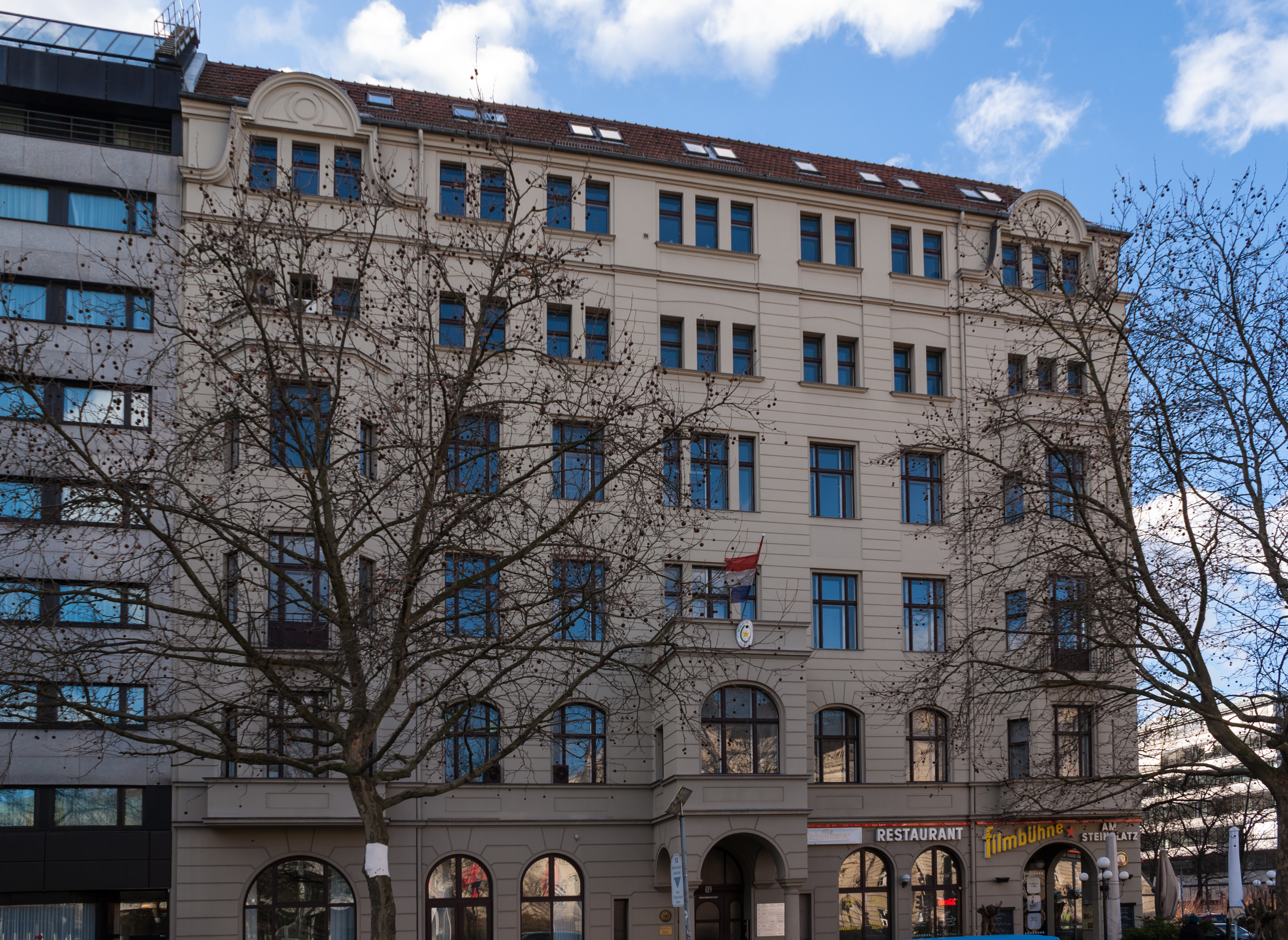
베를린 주재 파라과이 대사관

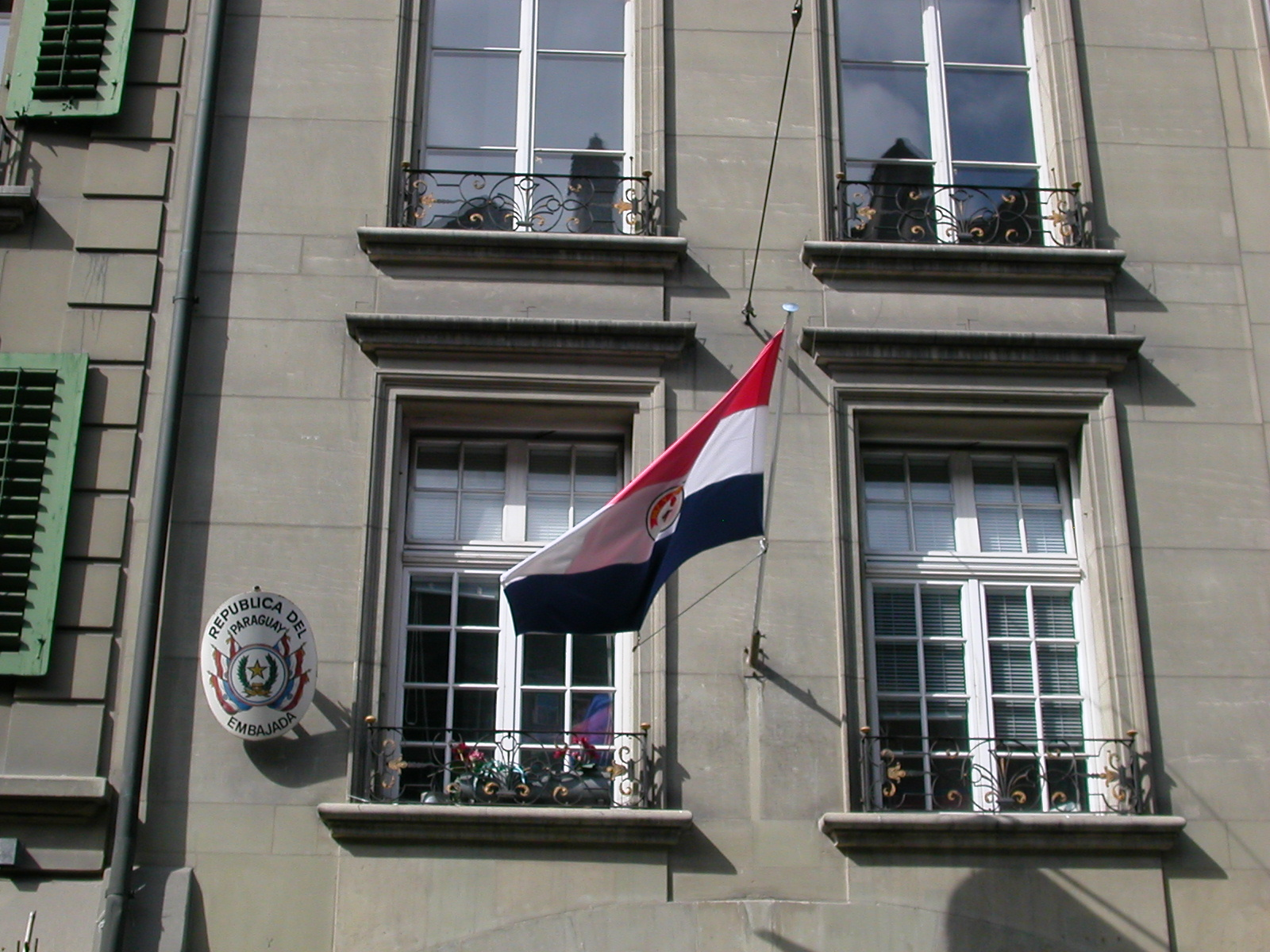
베른 주재 파라과이 대사관

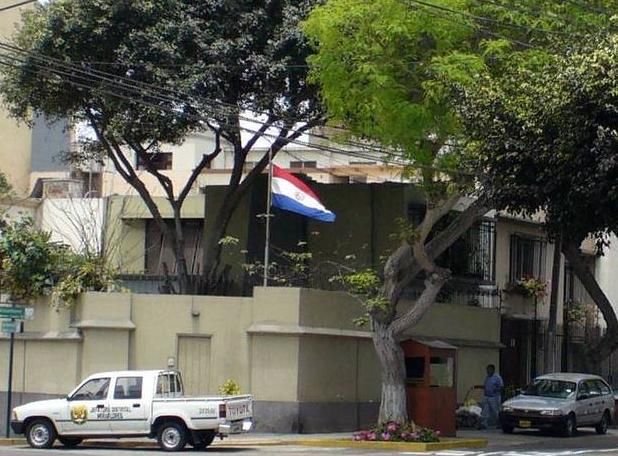
리마 주재 파라과이 대사관

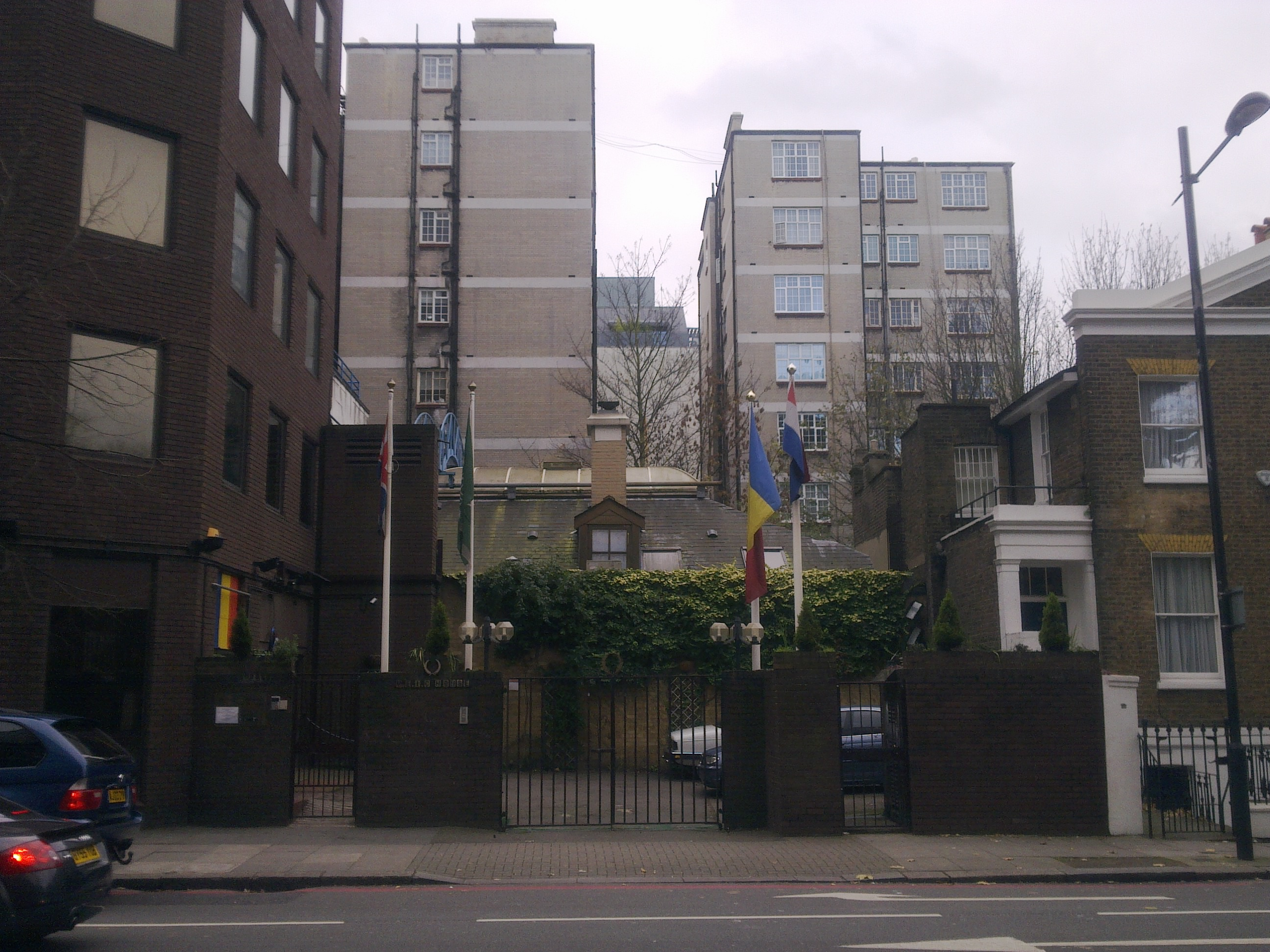
런던 주재 파라과이 대사관

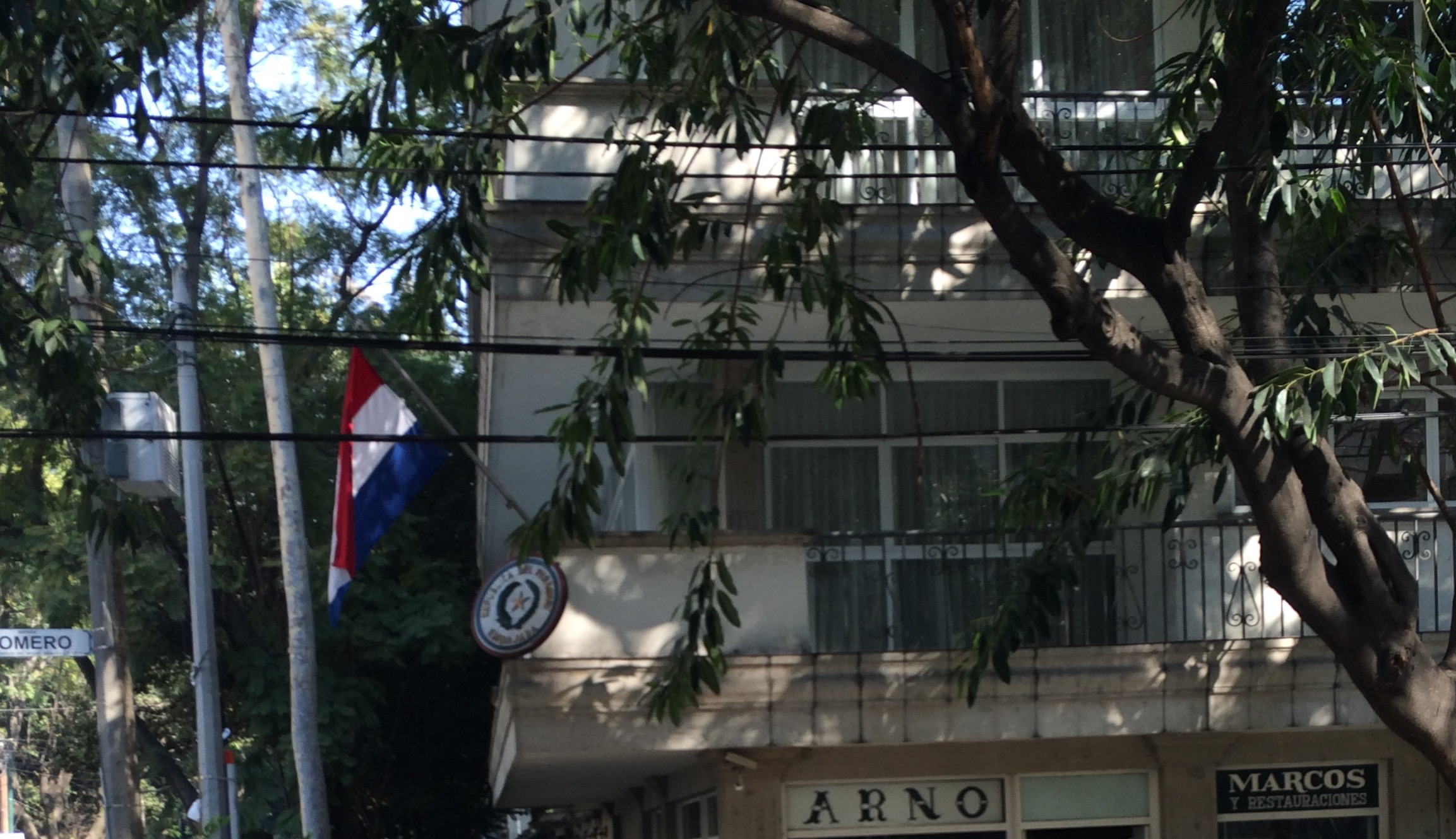
멕시코시티 주재 파라과이 대사관

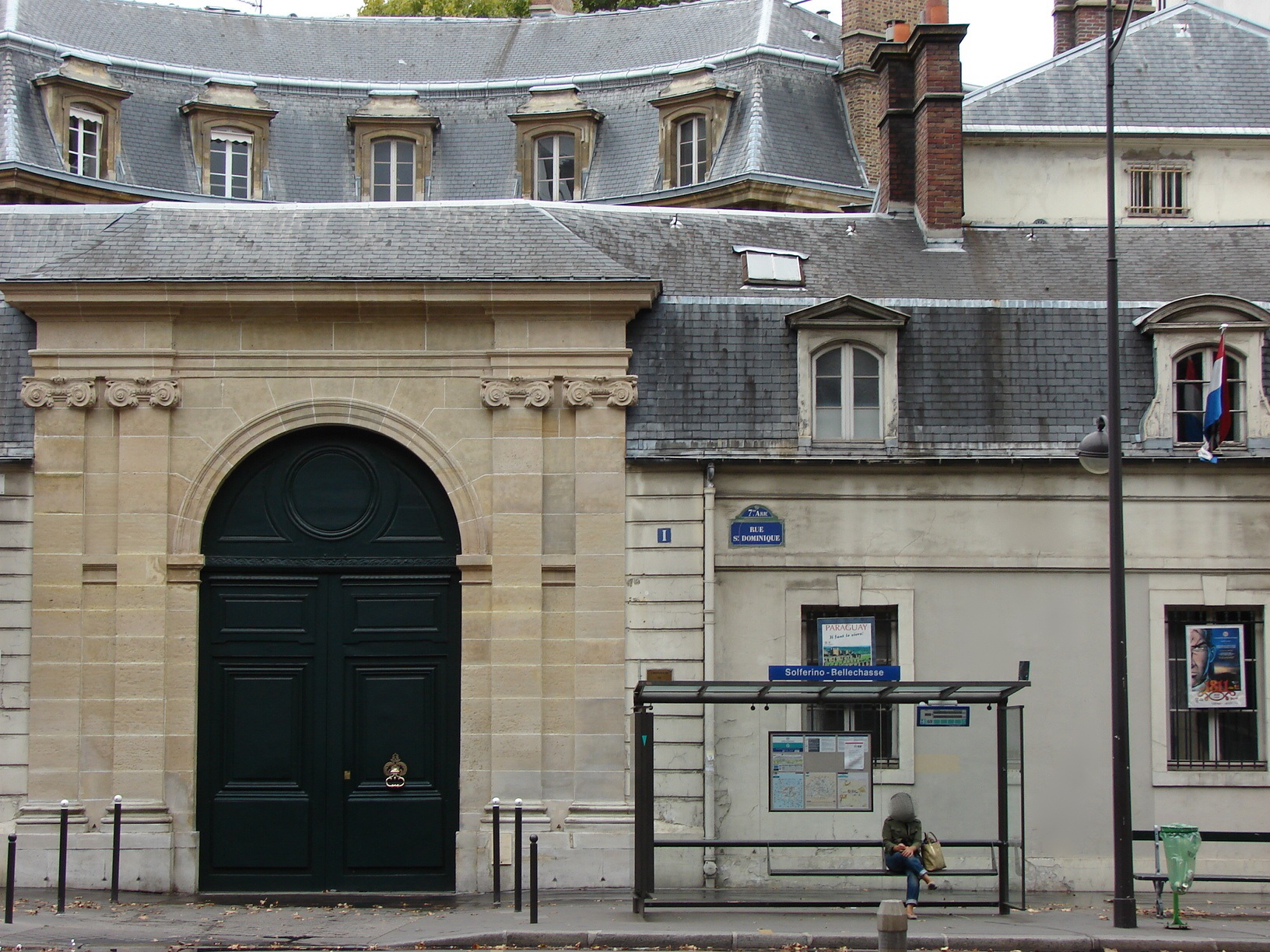
파리 주재 파라과이 대사관

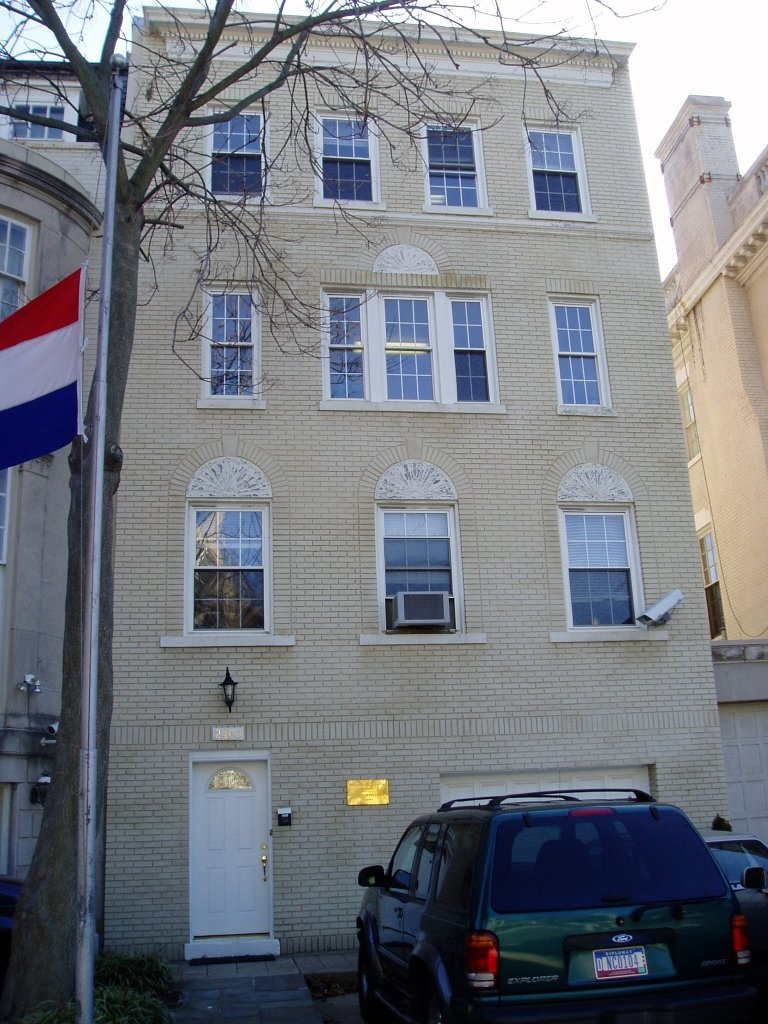
워싱턴 D.C. 주재 파라과이 대사관

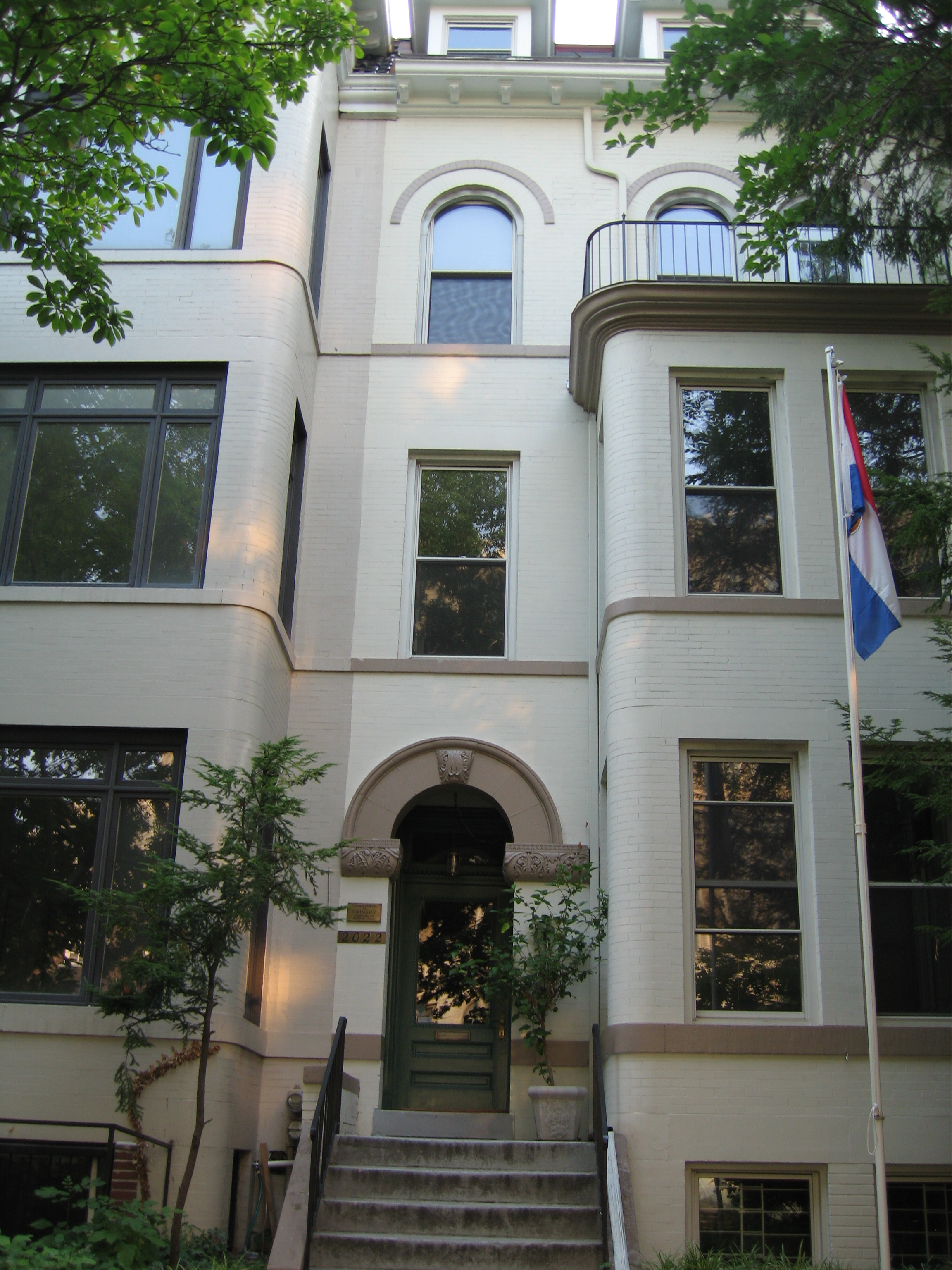
워싱턴 D.C.에 위치한 미주 기구 파라과이 정부 대표부

파라과이의 재외공관 목록은 파라과이 주재 대사관을 각국에 상주시켜 놓는 것을 의미하며 파라과이의 재외공관을 나열한 목록이다. 파라과이는 중화인민공화국(베이징) 대신 중화민국(타이베이)에 대사관을 두고 있는 남아메리카 유일의 국가이다.

## 아프리카
- 이집트
  - 카이로 (대사관)
- 모로코
  - 라바트 (대사관)
- 남아프리카 공화국
  - 프리토리아 (대사관)

## 아메리카
- 아르헨티나
  - 부에노스아이레스 (대사관)
  - 클로린다 (영사관)
  - 코르도바 (영사관)
  - 포르모사 (영사관)
  - 포사다스 (영사관)
  - 레시스텐시아 (영사관)
  - 로사리오 (영사관)
  - 푸에르토이과수 (영사관)
- 볼리비아
  - 라파스 (대사관)
  - 산타크루스데라시에라 (총영사관)
  - 비야몬테스 (영사관)
- 브라질
  - 브라질리아 (대사관)
  - 쿠리치바 (총영사관)
  - 리우데자네이루 (총영사관)
  - 상파울루 (총영사관)
  - 캄푸그란지 (영사관)
  - 포스두이구아수 (영사관)
  - 구아이라 (영사관)
  - 파라나구아 (영사관)
  - 폰타포랑 (영사관)
  - 포르투알레그리 (영사관)
  - 산투스 (영사관)
- 캐나다
  - 오타와 (대사관)
- 칠레
  - 산티아고 (대사관)
  - 이키케 (영사관)
- 콜롬비아
  - 보고타 (대사관)
- 코스타리카
  - 산호세 (대사관)
- 쿠바
  - 아바나 (대사관)
- 도미니카 공화국
  - 산토도밍고 (대사관)
- 에콰도르
  - 키토 (대사관)
- 멕시코
  - 멕시코시티 (대사관)
- 파나마
  - 파나마시티 (대사관)
- 페루
  - 리마 (대사관)
- 미국
  - 워싱턴 D.C. (대사관)
  - 로스앤젤레스 (총영사관)
  - 마이애미 (총영사관)
  - 뉴욕 (총영사관)
- 우루과이
  - 몬테비데오 (대사관, 총영사관)
- 베네수엘라
  - 카라카스 (대사관)

## 아시아
- 인도
  - 뉴델리 (대사관)
- 인도네시아
  - 자카르타 (대사관)
- 이스라엘
  - 텔아비브 (대사관)
- 일본
  - 도쿄도 (대사관)
- 대한민국
  - 서울특별시 (대사관)
- 레바논
  - 베이루트 (대사관)
- 카타르
  - 도하 (대사관)
- 중화민국
  - 타이베이시 (대사관)

## 유럽
- 오스트리아
  - 빈 (대사관)
- 벨기에
  - 브뤼셀 (대사관)
- 프랑스
  - 파리 (대사관)
- 독일
  - 베를린 (대사관)
- 바티칸 시국
  - 바티칸 시국 (대사관)
- 이탈리아
  - 로마 (대사관)
- 포르투갈
  - 리스본 (대사관)
- 러시아
  - 모스크바 (대사관)
- 스페인
  - 마드리드 (대사관, 총영사관)
  - 바르셀로나 (총영사관)
  - 말라가 (총영사관)
- 스웨덴
  - 스톡홀름 (대사관)
- 스위스
  - 베른 (대사관)
- 영국
  - 런던 (대사관)

## 오세아니아
- 오스트레일리아
  - 캔버라 (대사관)

## 대표부
- EU 파라과이 정부 대표부 : 브뤼셀
- UN 파라과이 정부 대표부 : 뉴욕, 제네바
- MERCOSUR, ALADI 파라과이 정부 대표부 : 몬테비데오
- 미주 기구 파라과이 정부 대표부 : 워싱턴 D.C.